# فولكر شلوندورف

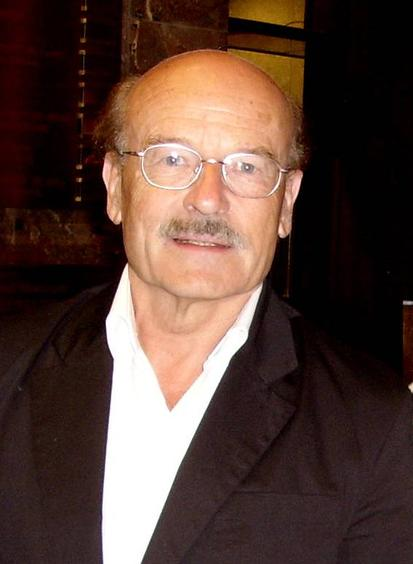
شلوندورف

فولكر شلوندورف (بالألمانية: Volker Schlöndorff)‏ (ولد عام 1939 في فيسبادن بألمانيا) هو مخرج ألماني. حصل على جائزة الأوسكار وجائزة السعفة الذهبية من مهرجان كان، عن فيلمه «طبل الصفيح» عام 1979 المأخوذة قصة عن الرواية ذات الاسم نفسه للأديب الألماني غونتر غراس الحائزة على جائزة نوبل. وقد حول شلوندورف الكثير من الأعمال الأدبية إلى أفلام سينمائية، كما تتناول الكثير من أعماله قضايا سياسية. تولى منصب الرئيس التنفيذي لأستديوهات أوفا (ufa) في بابلسبرج.
من أفلامه: طبل الصفيح – ارفعوا أيديكم – المرشح – شرف كاتارينا بلوم الضائع - ليفوساير.

## روابط خارجية
- فولكر شلوندورف على موقع IMDb (الإنجليزية)
- فولكر شلوندورف على موقع الموسوعة البريطانية (الإنجليزية)
- فولكر شلوندورف على موقع مونزينجر (الألمانية)
- فولكر شلوندورف على موقع قاعدة بيانات الأفلام العربية
- فولكر شلوندورف على موقع ألو سيني (الفرنسية)
- فولكر شلوندورف على موقع تيرنر كلاسيك موفيز (الإنجليزية)
- فولكر شلوندورف على موقع أول موفي (الإنجليزية)
- فولكر شلوندورف على موقع قاعدة بيانات الأفلام السويدية (السويدية)
- فولكر شلوندورف على موقع إن إن دي بي (الإنجليزية)
- فولكر شلوندورف على موقع ديسكوغز (الإنجليزية)